# Senayet Getachew
Senayet Getachew (* 1. Oktober 2005) ist eine äthiopische Leichtathletin, die sich auf den Langstreckenlauf spezialisiert hat.

## Sportliche Laufbahn
Erste internationale Erfahrungen sammelte Senayet Getachew bei den Crosslauf-Weltmeisterschaften 2023 in Bathurst, bei denen sie in 20:53 min die Goldmedaille im U20-Rennen gewann und auch in der Teamwertung die Goldmedaille gewann. Kurz darauf siegte sie in 8:46,54 min im 3000-Meter-Lauf beim Maurie Plant Meet – Melbourne und wurde im Oktober beim Lissabon-Halbmarathon in 1:09:37 h Dritte. Im Jahr darauf stellte sie in Boston in 14:42,94 min einen neuen U20-Afrikarekord über 5000 Meter in der Halle auf und 2025 siegte sie in 1:06:05 h beim Houston-Halbmarathon. 

## Persönliche Bestzeiten
- 3000 Meter: 8:46,54 min, 23. Februar 2023 in Melbourne
  - 3000 Meter (Halle): 8:32,48 min, 4. Februar 2024 in Boston
- 5000 Meter: 14:37,38 min, 25. Mai 2024 in Eugene
  - 5000 Meter (Halle): 14:42,94 min, 27. Januar 2024 in Boston (U20-Afrikarekord)
- 10.000 Meter: 30:59,39 min, 23. Juni 2023 in Nerja
- 10-km-Straßenlauf: 30:34 min, 29. April 2023 in Herzogenaurach
- Halbmarathon: 1:06:05 h, 19. Januar 2025 in Houston